# Хаџи продане душе
Хаџи продане душе су српска музичка група из Ужица. Жанровски се најчешће сврстава у алтернативни и гаражни рок, а позната је по духовитом и сатиричном приступу животним темама.

## Историја
Група је основана 2009. године. Назив групе представља комбинацију фразе продане душе и имена српског војводе Хаџи Продана Глигоријевића. Хаџи продане душе су почетком августа 2016. победили на Мини-гитаријади у Ваљеву, чиме су обезбедили пласман у такмичарски програм 50. издања Зајечарске гитаријаде, које је одржано само пар дана касније. На овој зајечарској манифестацији представили су се песмама Вођа и Доктор, а на основу тих извођења једногласно су изабрани за најбољи демо бенд по оцени стручног жирија. Као награду за победу на овом фестивалу добили су и прилику да сниме албум првенац. Албум Рационална мањина објавили су у априлу 2018. за ПГП РТС.

## Чланови

### Садашњи
- Војислав Лазић — гитара, вокал
- Милан Јевтовић — бас-гитара
- Владимир Радовић — гитара, вокал
- Александар Пантелић — вокал
- Урош Ракоњац — бубањ[7]

### Бивши
- Селена Симић [а] — бубањ[8]
- Никола Вулетић — бубањ[9]
- Бане Весовић — бубањ[10]
- Стефан Недељковић — бубањ

## Дискографија

### Студијски албуми
- Рационална мањина (2018)
- Антагонистика (2025)[11]